# Maurice Hoffmann
Pour les articles homonymes, voir Hoffmann.
Maurice Hoffmann, ou Moritz Hoffmann, est un médecin brandebourgeois, né à Fürstenwalde (Brandebourg) en 1621, et décédé en 1698,.

## Biographie
À la mort de ses parents, vers 1638, il est éduqué par son oncle maternel, médecin à Altdorf où il fait ses humanités.
En 1641, il étudie la médecine à Padoue. Reçu docteur en 1645, il obtient la chaire d'anatomie et de chirurgie de l'Université d'Altdorf en 1648.  En 1653, il dirige le département de botanique.
Médecin estimé, très habile en anatomie et en botanique, il est le médecin personnel de plusieurs princes d'Allemagne. Il meurt d'apoplexie, le 20 avril 1698, à l'âge de 76 ans.

## Travaux
À l'Université d'Altdorf, on lui doit la création d'un amphithéâtre anatomique, d'un laboratoire de chimie et d'un jardin botanique. 
Selon Thomas Bartholin, alors qu'il était étudiant à Padoue, il découvre fortuitement le canal pancréatique en disséquant un dindon. L'ayant montré à son maître Johann Georg Wirsung (1589-1648) chez qui il logeait, celui-ci le cherche aussitôt chez l'homme, et le trouve en le  nommant canal de Wirsung.